# 迷你格

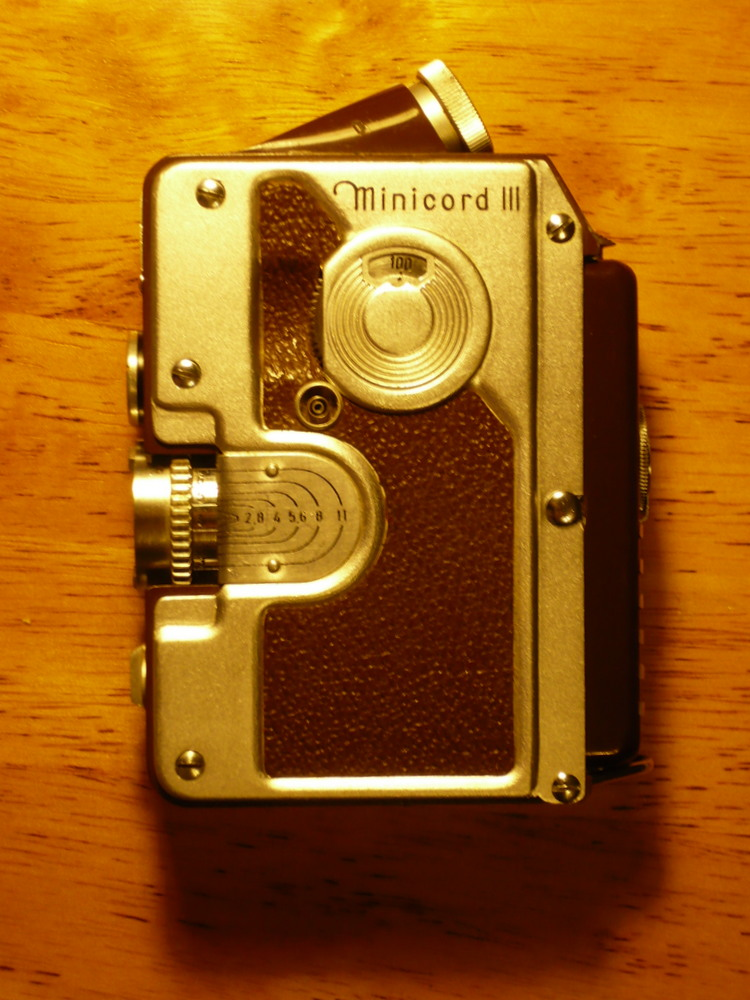
迷你格相机侧面图

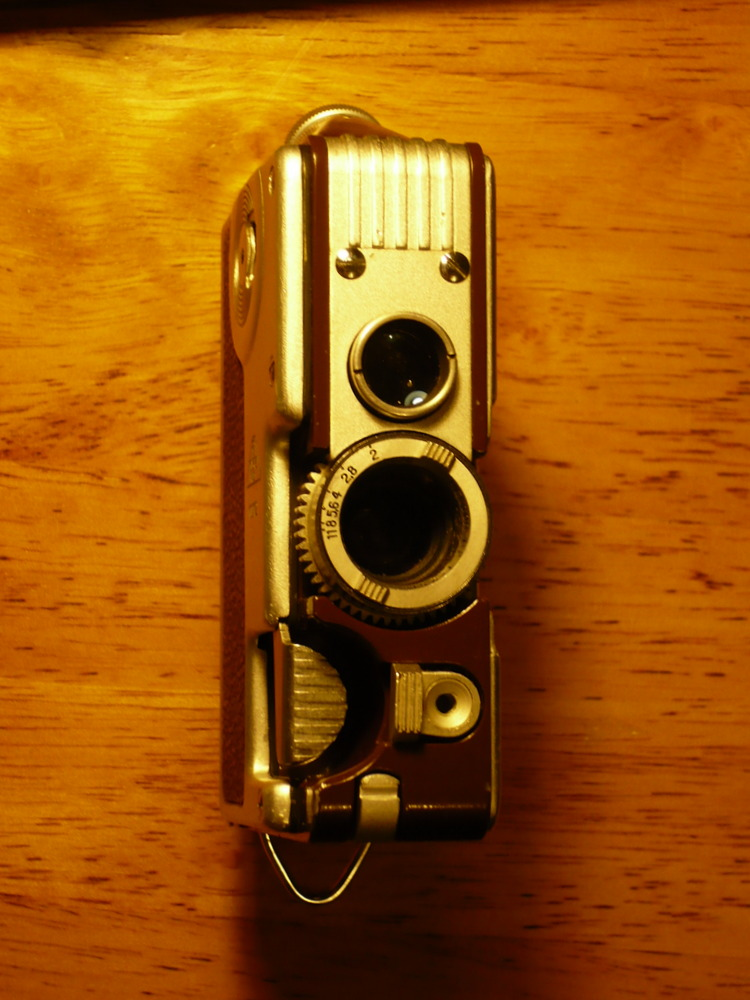
迷你格间谍相机

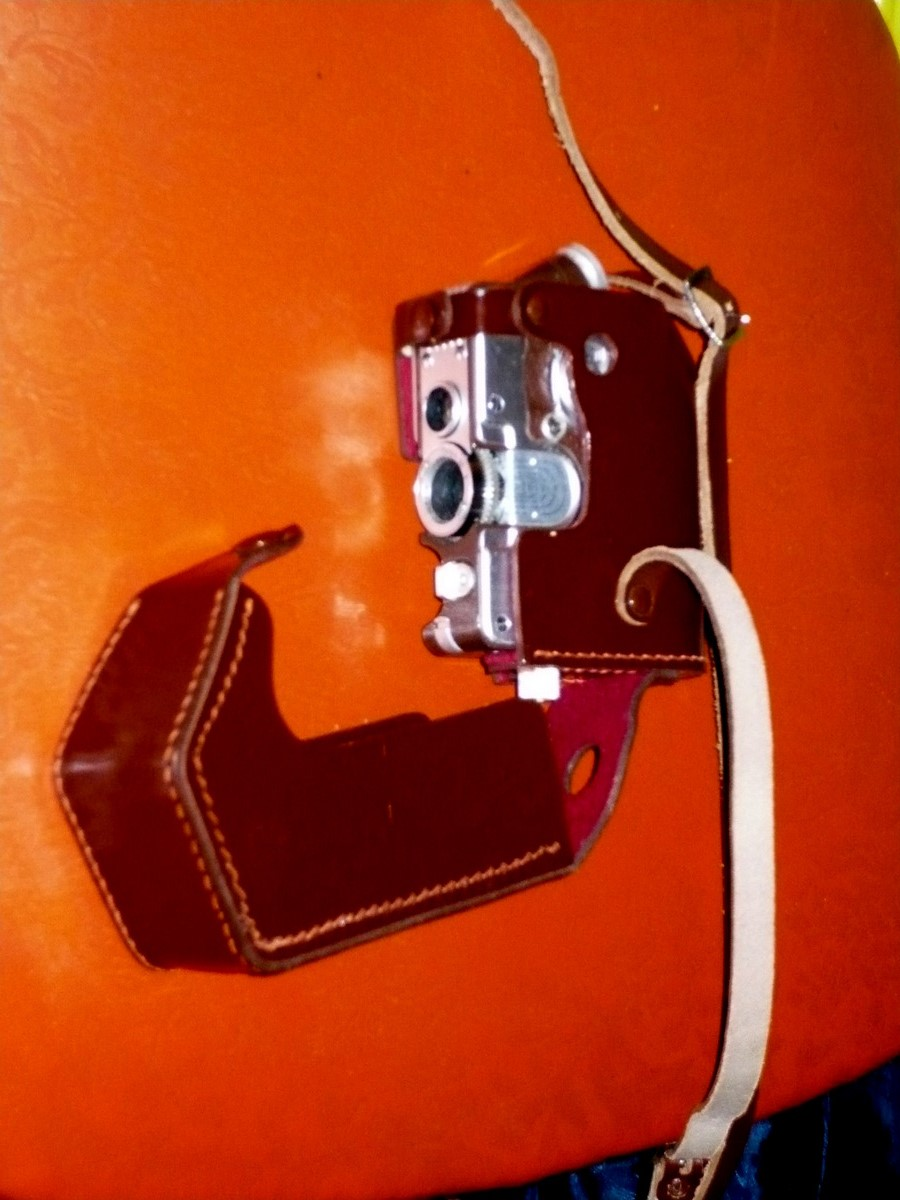
迷你格皮套

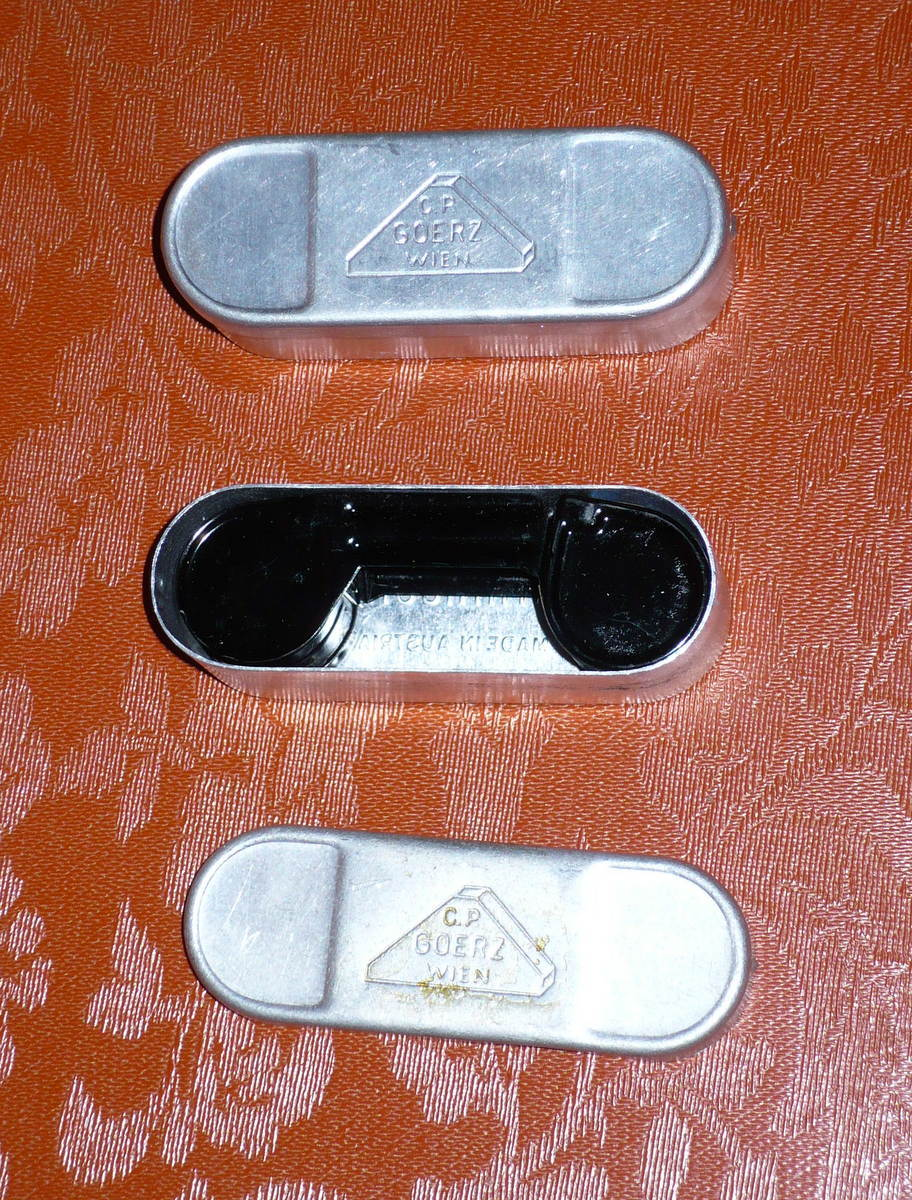
Goerz Minicord cassettes

迷你格（Minicord）是奥地利C.P.Goerz光学工厂在1951年推出的一种16毫米双镜头反光间谍相机。
迷你格相机长114毫米，宽71毫米，厚29毫米，比一包香烟稍大一点 。 重量326克。
配有6片式高速：Goerz Helgor 25毫米 F2镜头。对焦距离由30 厘米至无穷远。相机一侧有景深表。
取景镜头与摄像镜头联动。光线进入取景镜头，经过棱镜，在毛玻璃上成像，再由目镜放大。由于使用棱镜，取景器中的像，既不颠倒，也不左右相反,比一般的双反相机更胜一筹。。
金属焦面快门，速度为 B，1/10，1/25，1/50，1/100，1/200，1/400.
1953年， C.P.Goerz 推出迷你格 III型，与早先的型号大致相同，但增加电子闪光灯接口。

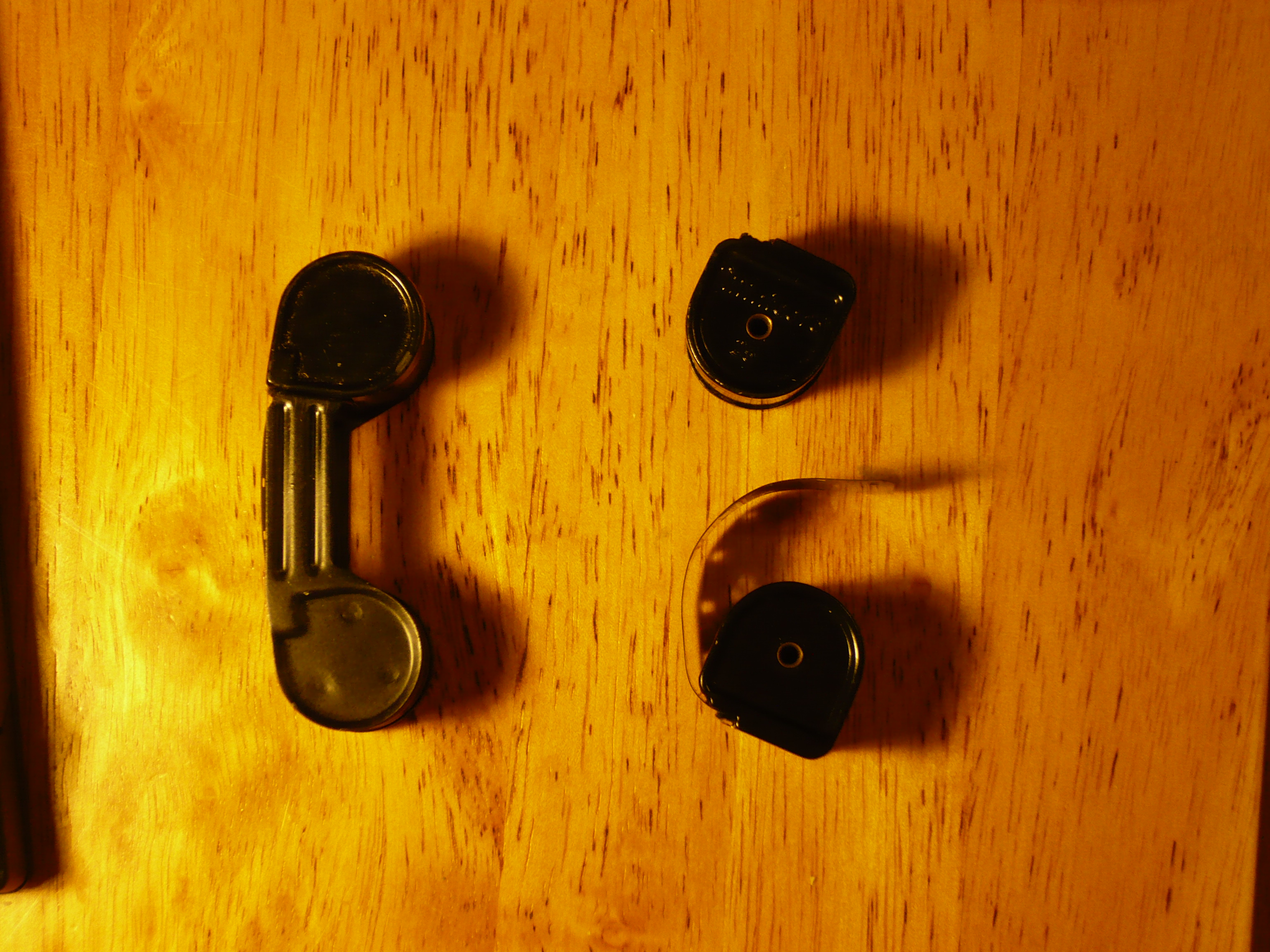
Goerz 迷你格胶卷暗盒

胶卷：迷你格相机必须使用迷你格专用的胶卷暗盒装双边孔16毫米胶卷，像幅为正方形10X10毫米。
迷你格乃是三个顶级微型相机之一（其他为德国的MINOX,和意大利的Gami 16).
附件：遮光罩，滤光片，皮套，放大机，投影机，显影罐等